# Drahovce
Drahovce je naseljeno mjesto u okrugu Piešťany u Trnavskom kraju u Slovačkoj.

## Stanovništvo
| Godina:     | 1994. | 2004.   | 2014.   | 2024.   |
| ----------- | ----- | ------- | ------- | ------- |
| Broj ljudi: | 2478  | 2564    | 2561    | 2592    |
| Razlika:    |       | +3,47 % | −0,11 % | +1,21 % |

| Godina:     | 2023. | 2024.   |
| ----------- | ----- | ------- |
| Broj ljudi: | 2610  | 2592    |
| Razlika:    |       | −0,68 % |

Prema podacima o broju stanovnika iz 2024. godine naselje je imalo 2592 stanovnika.

## Vanjske poveznice
|  | Zajednički poslužitelj ima još gradiva o temi Drahovce |

- Službena stranica naselja (sl.)